# Bologna (provincie)
Bologna is een voormalige provincie van de Italiaanse regio Emilia-Romagna. Als gevolg van de Wet 142/1990 op de hervorming van de lokale overheidsorganen, in werking getreden op 1 januari 2015 is de provincie vervangen door de metropolitane stad Bologna.
De provincie Bologna beslaat het overgangsgebied tussen de streken Emilia en Romagna, en telt 540.000 inwoners op een oppervlakte van 3562 km². Naast de hoofdstad geniet vooral de plaats Imola bekendheid. In deze stad ligt racecircuit Autodromo Internazionale Enzo e Dino Ferrari, meermaals strijdtoneel van de Grand Prix Formule 1 van San Marino. De afkorting van de provincie, tot 1999 ook gebruikt voor autokentekens, is BO.
|  |